# Saturn Award de la meilleure édition DVD
Le Saturn Award de la meilleure édition DVD (Saturn Award for Best DVD Release) est une récompense télévisuelle décernée chaque année depuis 2002 par l'Académie des films de science-fiction, fantastique et horreur (Academy of Science Fiction Fantasy & Horror Films) pour récompenser la meilleure édition en DVD d'un vidéofilm de science-fiction, fantastique ou d'horreur.

## Palmarès
Note : L'année indiquée est celle de la cérémonie, récompensant les DVD sortis l'année précédente. Les lauréats sont indiqués en tête de chaque catégorie et en caractères gras. Les titres originaux sont précisés entre parenthèses, sauf s'ils correspondent au titre en français.

### Années 2000
- 2002 : Ginger Snaps
  - Bruiser
  - Harry, un ami qui vous veut du bien
  - La Belle et le Clochard 2 (Lady And The Tramp II: Scamp's Adventure)
  - Panic
  - L'Étrange histoire d'Hubert (Rat)
- 2003 : Dog Soldiers
  - Dagon
  - Le Bossu de Notre-Dame 2 : Le Secret de Quasimodo (The Hunchback of Notre Dame II)
  - Metropolis (メトロポリス, Metoroporisu)
  - Le Sang du frère (My Brother's Keeper)
  - Vampires 2 : Adieu vampires (Vampires: Los Muertos)
- 2004 : Bionicle : Le Masque de Lumière (Bionicle: Mask of Light)
  - Anatomie 2
  - Hitcher 2 (The Hitcher II: I've Been Waiting)
  - Interstate 60 (Interstate 60: Episodes of the Road)
  - May
  - Millennium Actress (千年女優, Sennen joyū)
- 2005 : Starship Troopers 2 : Héros de la Fédération (Starship Troopers 2: Hero of the Federation)
  - Bionicle 2 : La Légende de Metru Nui (Bionicle 2: Legends of Metru Nui)
  - Ju-on : The Grudge (呪怨)
  - Le Roi lion 3 : Hakuna Matata (The Lion King 1½)
  - The Lost Skeleton of Cadavra
  - Ripley s'amuse (Ripley's Game)
- 2006 : Ray Harryhausen: The Early Years Collection
  - Bionicle 3 : La Menace de l'ombre
  - Boo
  - Cube Zero
  - Dead & Breakfast
  - Ringers: Lord of the Fans
- 2007 : The Sci-Fi Boys
  - 2001 Maniacs
  - Bambi 2 (Bambi and the Prince of the Forest)
  - Beowulf, la légende viking
  - L'Effet papillon 2 (The Butterfly Effect 2)
  - Hollow Man 2
- 2008 : Le Cabinet du docteur Caligari (The Cabinet of Dr Caligari)
  - Derrière le masque (Behind the Mask: The Rise of Leslie Vernon)
  - Driftwood
  - The Man from Earth
  - The Nines
  - La Voix des morts : la lumière
- 2009 : Jack Brooks : Monster Slayer
  - Cold Prey (Fritt Vilt)
  - Les Faucheurs (The Deaths of Ian Stone)
  - Resident Evil: Degeneration (バイオハザード：ディジェネレーション, Baiohazādo: Dijenerēshon)
  - Starship Troopers 3 : Marauder (Starship Troopers 3: Marauder)
  - Stuck

### Années 2010
- 2010 : Le Prix du silence (Nothing But the Truth)
  - Super Capers
  - The House of the Devil
  - Laid to Rest
  - Not Forgotten
  - Pontypool
  - Surveillance
- 2011 : Never Sleep Again: The Elm Street Legacy
  - La Disparition d'Alice Creed (The Disappearance of Alice Creed)
  - Banlieue 13 : Ultimatum
  - The Good Heart
  - Instinct de survie (The New Daughter)
  - The Square
- 2012 : Atlas Shrugged: Part I et The Perfect Host ex æquo
  - 13
  - City of Life and Death (Nanjing, Nanjing - 南京！南京！)
  - Secret Identity (The Double)
  - Irish Gangster (Kill the Irishman)
  - The Reef
- 2013 : Touchback
  - Atlas Shrugged: Part II
  - Chained
  - Cosmopolis
  - Possédée
- 2014 : Une sale grosse araignée
  - The Brass Teapot
  - La Malédiction de Chucky
  - Mischief Night
  - Solomon Kane
  - Twixt
  - You're Next
- 2015 : Odd Thomas contre les créatures de l'ombre
  - Beneath
  - Blue Ruin
  - Le Secret du Ragnarok
  - White Bird in a Blizzard
  - Wolf Creek 2
- 2016 : Burying the Ex
  - Big Game
  - The Cobbler
  - Le Conte de la princesse Kaguya
  - Le Dernier Loup (Wolf Totem)
  - Monsters: Dark Continent
- 2017 : Tales of Halloween
  - Dog Eat Dog
  - The Girl
  - The Lobster
  - L'Homme qui défiait l'infini (The Man Who Knew Infinity)
  - The Strangers
- 2018 : Dave Made a Maze
  - 2:22
  - Colossal
  - Le Retour de Chucky
  - Devil's Whisper
  - The Man from Earth: Holocene
- 2019 : King Cohen
  - Fahrenheit 451
  - Jonathan
  - Kin : Le Commencement
  - Nancy Drew and the Hidden Staircase
  - Time Freak